# Valentina Cortese
Valentina Cortese (Milán, 1 de enero de 1923-Milán, 10 de julio de 2019), también conocida como Valentina Cortesa, fue una actriz italiana de teatro y cine. Su carrera cinematográfica abarcó más de 100 producciones a lo largo de más de cinco décadas, desde 1941 hasta 1993. Cortese ganó el Premio BAFTA a la mejor actriz de reparto y fue nominada tanto a un Premio Oscar a como a un Globo de Oro por su actuación en la película La noche americana de François Truffaut (1973). En 2013, recibió la Orden de las Artes y las Letras de Francia .

## Teatro
Fue uno de los baluartes del teatro italiano; su trayectoria teatral incluye recordados trabajos en el legendario Piccolo Teatro di Milano con Giorgio Strehler protagonizando Maria Estuardo de Schiller y Lulu de Frank Wedekind así como Santa Juana de los mataderos, Los gigantes de la montaña, Extraño interludio, Tanto Tempo Fa y El jardín de los cerezos.

## Cine
En cine comenzó como actriz "ingenua" en diferentes películas del género Film noir. Luego fue, junto con Alida Valli, una de las "reinas del cine de teléfonos blancos".
Debutó en cine en 1940; su primer papel importante fue al año siguiente en La cene delle beffe. En 1947 causó sensación con la doble interpretación de Fantine y Cosette en una adaptación cinematográfica de Los miserables de Victor Hugo con Marcello Mastroianni, a la que siguieron The Glass Mountain (con Tito Gobbi), Mercado de ladrones de Jules Dassin y Promenade de Jean Renoir.
En 1955 filmó Adriana Lecouvreur y Fuego mágico, una biografía del compositor Richard Wagner donde interpretó a Mathilde Wesendonck. Anteriormente apareció en una producción de Hollywood: La condesa descalza con Humphrey Bogart y Ava Gardner, donde interpretó a la "Condesa Eleanora Torlato-Favrini". En los créditos de dicha película aparece como Valentina Cortesa.
Su carrera cinematográfica norteamericana había comenzado en 1948 junto a Orson Welles en Magia negra, a la que siguió en 1951 The House on Telegraph Hill junto a Richard Basehart, con quien se casaría: tuvieron un hijo (el actor Jack Basehart) y se divorciaron en 1960.
Fue dirigida en 1955 por Michelangelo Antonioni en Las amigas (por la que obtiene el premio Nastro d'Argento de la crítica cinematográfica italiana), en 1956 por Luis García Berlanga en Calabuch y en 1964 por Federico Fellini en Giulietta degli spiriti acompañando a Giulietta Masina.
Con Franco Zeffirelli trabajó en teatro y cine; fue Pica, la madre de San Francisco de Asís, en Hermano sol, hermana luna (1972), Herodías en Jesús de Nazaret (1977) y realizó breves apariciones en Callas Forever y Té con Mussolini.
Fue Natalia Trotski en El asesinato de Trotski (1972) de Joseph Losey con Richard Burton, Alain Delon y Romy Schneider.
En 1975 fue nominada al Óscar como mejor actriz de reparto por La noche americana, de François Truffaut, donde interpretaba a Severine, una diva veterana que olvida su papel. Perdió frente a Ingrid Bergman, galardonada por Murder on the Orient Express, que al aceptar el premio se lo dedicó a Cortese, pidiéndole perdón por habérselo arrebatado cuando era ella quien se lo merecía. Por esa intervención ganó el Premio BAFTA, el New York Film Critics Circle Awards y el National Society of Film Critics Awards.
Uno de sus últimos trabajos en el cine fue un papel en Las aventuras del barón Munchausen (1988) de Terry Gilliam. En 2001 recibió el Premio a la trayectoria del Festival de Milán y en el premio Milano Donna.
Aparece entrevistada en documentales como Michelangelo Antonioni storia di un autore; Patrice Chéreau, une autre solitude; Federico Fellini - un autoritratto ritrovato y Alma de diva.

## Hitos en la carrera teatral
- Ma non è una cosa seria, de Luigi Pirandello (1945)
- Strano interludio, de Eugene O'Neill (1945)
- Platonov e gli altri, de Antón Chéjov, Giorgio Strehler. Piccolo Teatro di Milano (1958)
- La congiura, de Giorgio Prosperi, Piccolo Teatro di Milano (1959)
- L'eredità del Felis, de Luigi Illica,  Virginio Puecher. Piccolo Teatro di Milano (1962)
- Arlecchino servitore di due padroni, de Carlo Goldoni, Giorgio Strehler. Piccolo Teatro di Milano (1963)
- Il gioco dei potenti, de William Shakespeare, G. Strehler (1964)
- I giganti della montagna, de Luigi Pirandello,  G. Strehler. Piccolo Teatro di Milano (1966)
- Il processo di Giovanna d'Arco, de Anna Seghers, Klaus Michael Grüber. Piccolo Teatro di Milano (1967)
- Santa Giovanna dei macelli, de Bertolt Brecht, G. Strehler. Piccolo Teatro di Milano (1970)
- Lulù, de Frank Wedekind, Patrice Chéreau. Piccolo Teatro di Milano (1971)
- Il giardino dei ciliegi, de Antón Chéjov, G. Strehler. Piccolo Teatro di Milano (1973)
- Maria Stuarda, de Friedrich von Schiller. Teatro Manzoni di Milano (1982)

## Premios y distinciones
Óscar
| Año  | Categoría               | Película           | Resultado |
| ---- | ----------------------- | ------------------ | --------- |
| 1975 | Mejor actriz de reparto | La noche americana | Nominada  |